# Католицька вулиця
Вулиця Католицька — вулиця в Херсоні, розташована в Корабельному районі, сполучає вулицю Ратушну з вулицею Театральною.

## Історія
Заснована наприкінці XVIII століття. У 30-х роках XIX століття вулиці названо північно-західну — Католицькою (тут стояв католицький храм). У 1855 р. вулиця вже мала назву Суворовська та була об'єднана з вулицею Богородицькою. У 1927 році Суворовську вулицю перейменували на вулицю 1-го Травня, а у травні 1941 року вулиця дістала назву на честь Олександра Суворова.
У жовтні 2023 року вулиці повернули історичну назву Католицька в рамках кампанії деколонізації, що розпочалася після повномасштабного російського вторгнення в Україну. Колишня вулиця Суворова була розділена на дві частини. Її пішохідну частину від проспекту Незалежності до вулиці Ратушної названо Європейською, а другу, проїзну частину, — від вулиці Ратушної до Театральної — Католицькою.

## Опис
У будинку № 35 після вигнання з міста збройних сил Третього рейху свою роботу розпочала Херсонська міська рада. Нині будівлю займає кардіологічний диспансер.
Будівлю середини XX століття займає дитяча стомалотогічна поліклініка (буд. № 36).

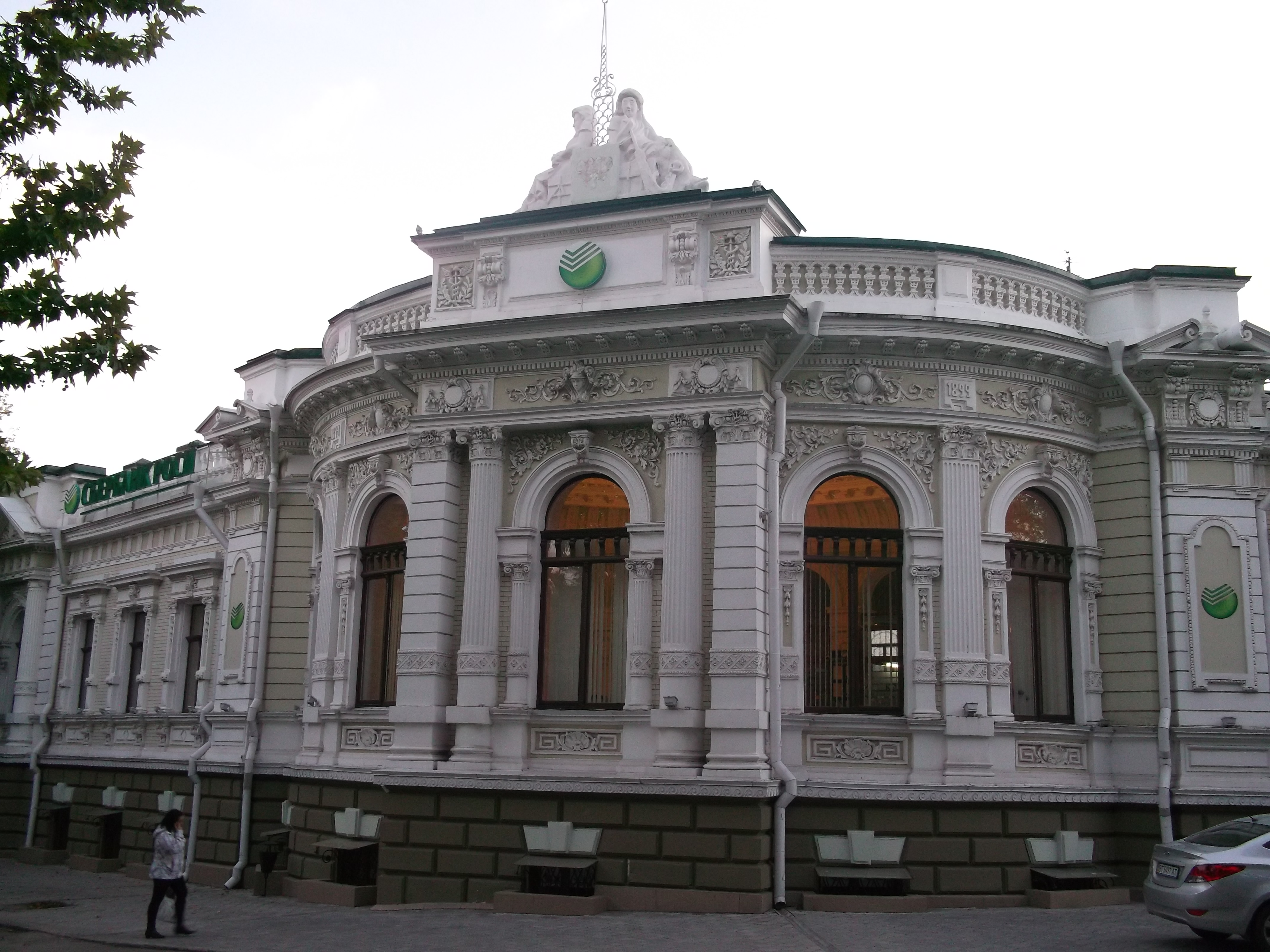
Будівля Товариства взаємного кредиту

У буд. № 37 розташована пам'ятка архітектури — пишно декорована, дугоподібна в плані будівля, зведена в стилі еклектизму, з фасадом, що виходить на вулиці Католицьку і Сагайдачного. Цей будинок споруджувався у 1899—1900 роках за проєктом міського архітектора А. І. Зварика для правління і банку товариства взаємного кредиту. У 30-ті роки тут розміщувався інститут фізичних методів лікування, а згодом — бальнеологічна лікарня. На початку 2000-х років будівлю було відреставровано і передано місцевому відділенню «Сбербанку Росії».

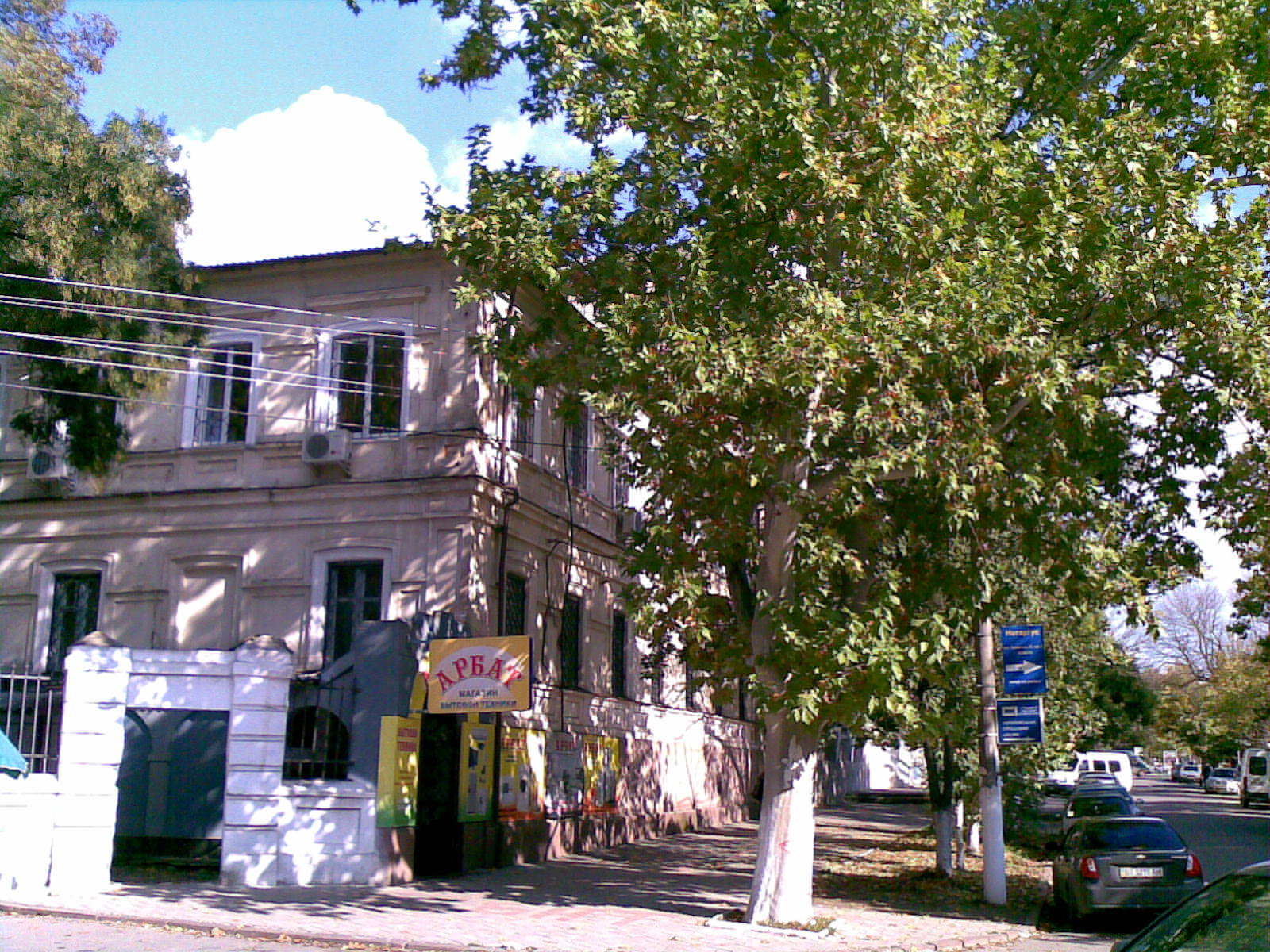
Колишній будинок Ліфшиця, тепер — ендокринологічний диспансер

Поряд з дитячою стоматологічною поліклінікою знаходиться ендокринологічний диспансер лікарні імені Афанасія і Ольги Тропіних (буд. № 38). Будинок, у якому він розташований, у другій половині XIX століття належав Е. С. Ліфшицу. Тут містилася канцелярія рабина, а також Головне агентство Санкт-Петербурзького товариства страхування. Близько 1902 року в будинку Ліфшиця розмістилося Херсонське відділення Санкт-Петербурзького міжнародного комерційного банку, яке у 1911 році переїхало у новозбудований будинок І. А. Гольденберга на розі вулиць Ерделіївскої та Рішельєвської. Після революції 1917 року будинок було націоналізовано і в ньому розміщувалися різні організації. У 1922 році тут відкрився будинок піонерів, в 1937 році — будинок для дітей іспанських республіканців, які воювали проти режиму Франко в 1936—1939 роках (Будинок іспанських дітей). Після 1945 року в будівлі знаходилася Лікарня № 1.
У 1787 році побудовано римсько-католицьку церкву (буд. № 40).
У 1930-х роках її було закрито, приміщення використовувалось під Держкінопрокат. У 1958 р. у приміщенні колишнього костелу було відкрито кінотеатр ім. Павлика Морозова. Сьогодні на цьому місці відбудовано римо-католицький костел парафії «Пресвятого Серця Ісуса».